# Sven Breugelmans
Sven Breugelmans (Turnhout, 12 augustus 1979) is een Belgisch motorcrosser. 

## Levensloop
Breugelmans won twee wereldtitels in de MX3-klasse. Zijn eerste MX3-wereldtitel behaalde hij in 2005. De volgende twee jaar moest hij de titel laten aan de Fransman Yves Demaria en werd hij twee jaar op rij vice-kampioen. In 2008 won hij de MX3-wereldtitel voor de tweede keer, wat hem de "Gouden Stuur"-trofee opleverde, de hoogste onderscheiding in de Belgische motorsport. In 2009 won hij de eerste Grand Prix, maar moest dan afhaken wegens een blessure die hij een jaar eerder had opgelopen. Hij werd twee keer geopereerd aan de pols waardoor hij alle kansen verspeelde om zijn titel te verdedigen. Ook in 2010 kwam hij zwaar ten val waarbij hij een dubbele nekwervelbreuk opliep.
Hij is woonachtig in Beerse.

## Palmares
- Wereldkampioenschap MX3: 2005 en 2008
- Wereldkampioenschap MX3: 2006 en 2007
- KNMV Open Nederlands Kampioenschap MX1: 2005

| 1  | 2005 | Nederland  | Rhenen               |
| 2  | 2005 | Letland    | Ķegums               |
| 3  | 2005 | Slovenië   | Orehova vas          |
| 4  | 2006 | Hongarije  | Nyáregyháza          |
| 5  | 2006 | Nederland  | Rhenen               |
| 6  | 2007 | Spanje     | Talavera de la Reina |
| 7  | 2007 | Zweden     | Tomelilla            |
| 8  | 2007 | Nederland  | Markelo              |
| 9  | 2007 | Slovenië   | Orehova vas          |
| 10 | 2008 | Frankrijk  | Plomion              |
| 11 | 2008 | Portugal   | Cortelha             |
| 12 | 2008 | Nederland  | Markelo              |
| 13 | 2008 | Finland    | Heinola              |
| 14 | 2008 | Denemarken | Randers              |